# Lament
"Lament" är den tredje singeln från det brittiska synthbandet Ultravoxs fjärde album Lament. Den släpptes 21 juni 1984. Text och musik skrevs av bandmedlemmarna (Midge Ure, Chris Cross, Warren Cann och Billy Currie).
Den låg sju veckor på englandslistan och nådde som bäst en tjugoandra (22) plats i juli 1984.

## Låtlista

### 7"-versionen
1. "Lament" - 4:17
2. "Heart of the Country (Instrumental)" - 4:24

### 12"-versionen
1. "Lament (Extended Mix)" - 8:01
2. "Heart of the Country (Instrumental)" - 3:48
3. "Lament" [radioversionen] - 4:17